# ستيوارت روس تايلور
ستيوارت روس تايلور (بالإنجليزية: Stuart Ross Taylor)‏ هو أستاذ جامعي نيوزيلندي، ولد في 26 نوفمبر 1925 في أشبورتون ‏ في نيوزيلندا.